# 26355 Grueber
26355 Grueber este un asteroid din centura principală de asteroizi.

## Descriere
26355 Grueber este un asteroid din centura principală de asteroizi. A fost descoperit pe 23 decembrie 1998 la Linz de Erich Meyer. El prezintă o orbită caracterizată de o semiaxă mare de 2,52 ua, o excentricitate de 0,25 și o înclinație de 12,2° în raport cu ecliptica.